# Tầng Barton
| Hệ/ Kỷ                               | Thống/ Thế | Bậc / Kỳ   | Tuổi (Ma)    | Tuổi (Ma) |
| ------------------------------------ | ---------- | ---------- | ------------ | --------- |
| Neogen                               | Miocen     | Aquitane   | trẻ hơn      |           |
| Paleogen                             | Oligocen   | Chatti     | 23.03 - 28.1 |           |
| Paleogen                             | Oligocen   | Rupel      | 28.1 - 33.9  |           |
| Paleogen                             | Eocen      | Priabona   | 33.9 - 37.8  |           |
| Paleogen                             | Eocen      | Barton     | 37.8 - 41.2  |           |
| Paleogen                             | Eocen      | Lutetia    | 41.2 - 47.8  |           |
| Paleogen                             | Eocen      | Ypres      | 47.8 - 56    |           |
| Paleogen                             | Paleocen   | Thanet     | 56 - 59.2    |           |
| Paleogen                             | Paleocen   | Seland     | 59.2 - 61.6  |           |
| Paleogen                             | Paleocen   | Đan Mạch   | 61.6 - 66    |           |
| Creta                                | Thượng     | Maastricht | cổ hơn       |           |
| Phân chia Paleogen theo ICS, 8/2018. |            |            |              |           |

Tầng Barton (hay còn gọi là tầng Auvers) là một tầng của thế Eocen. Nó trải dài trong khoảng thời gian từ khoảng 41,2 ± 0,2 triệu năm trước (Ma) tới 37,8 ± 0,2 Ma. Tên gọi tầng Barton là lấy theo các tầng đá Barton được tìm thấy giữa Highcliffe và Milford-on-Sea ở Hampshire, Anh. Tên gọi tầng Auvers là lấy theo Auvers-sur-Oise, một điểm gần Paris, chứa các hóa thạch thuộc thời kỳ này.
Tầng này bắt đầu khi có các hóa thạch của Reticulofenestra reticulata và kết thúc trước khi có hóa thạch của Chiasmolithus oamaruensis.